# John Barrow (calciatore)
John Barrow (Durham, 1871 – 9 settembre 1924) è stato un calciatore e allenatore di calcio inglese.
È famoso per essere stato il primo allenatore del Barcellona; venne ingaggiato da Joan Gamper e tenne il posto per quattro mesi prima di essere licenziato nel 1912.

## Biografia
Nato nel 1871 a Waterhouses, un borgo situato a ovest della città di Durham.  La data esatta di nascita non è nota, ma fu registrato nel registro civile di Durham tra luglio e settembre di quell'anno.  Fu un membro massone della Gran Loggia Unita d'Inghilterra dal 1905.
Geometra di professione, ha lavorato come segretario per varie squadre di calcio nel nord-est dell'Inghilterra, organizzando in particolare viaggi per affrontare rivali europei.  Il più notevole di questi viaggi europei fu con il West Auckland Football Club, una squadra amatoriale della contea di Durham, che sconfisse il club svizzero del Winterthur nel 1909 vincendo il primo Trofeo Sir Thomas Lipton.  Tuttavia, nonostante abbia sconfitto la squadra italiana della Juventus due anni dopo vincendo nuovamente la competizione, il club ha avuto difficoltà finanziarie ed è stato costretto a sciogliersi. Questi eventi attirarono l'attenzione del presidente del Barcellona, Joan Gamper  che invitò Barron a diventare l'allenatore del Barcellona nell'estate del 1912. 